# Дзирциемс

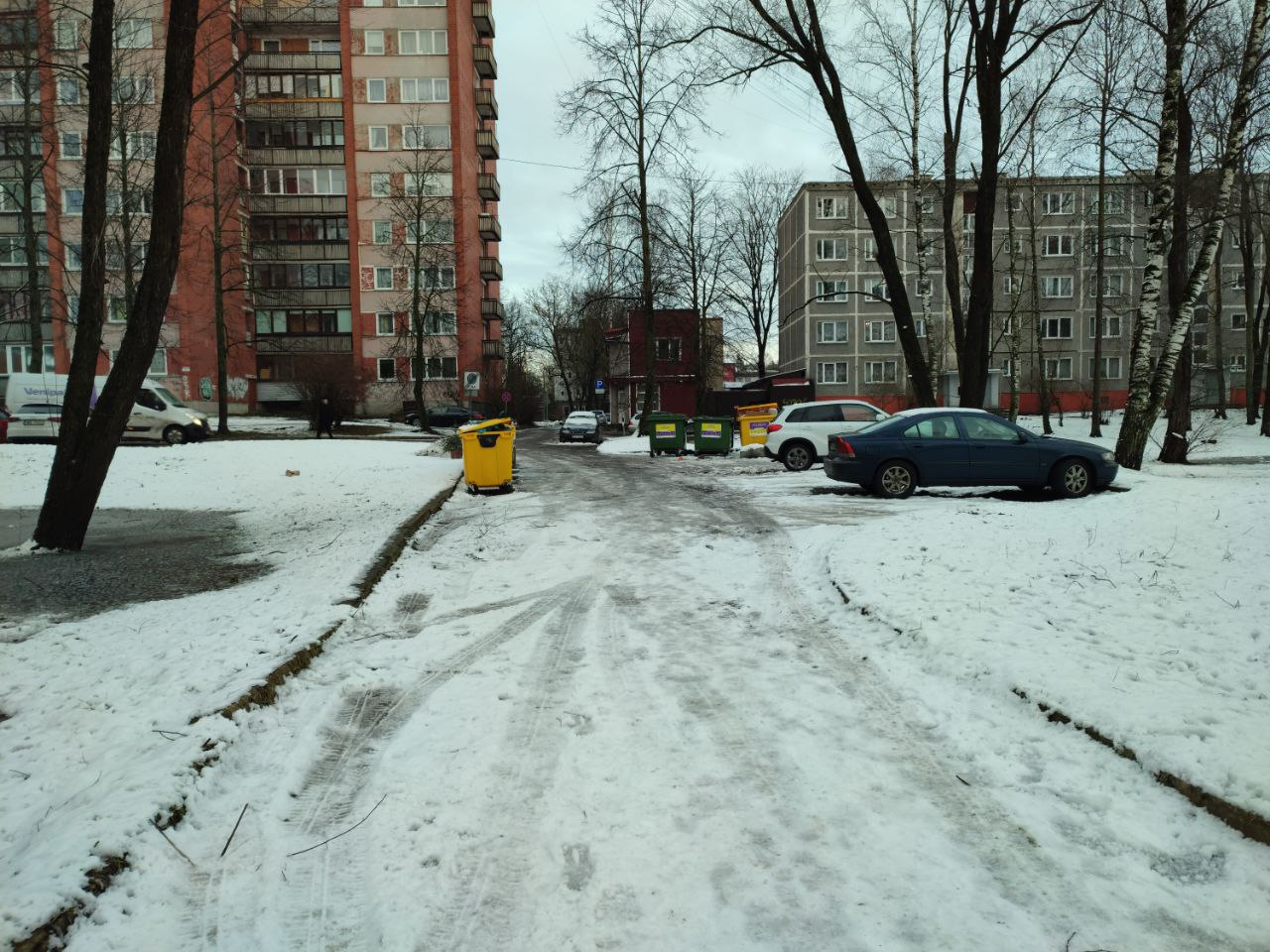
Дзирциемс в 2023 году

Дзи́рциемс (латыш. Dzirciems) — микрорайон города Риги. Находится в Курземском районе, граничит с Ильгюциемсом на севере, Имантой на западе, Засулауксом на юго-западе, Агенскалнсом на юго-востоке и Кипсалой (по протоку Зундс) на востоке.
В Дзирциемсе расположен парк Дзегужкалнс с самой высокой в городе точкой (28 м над уровнем моря).

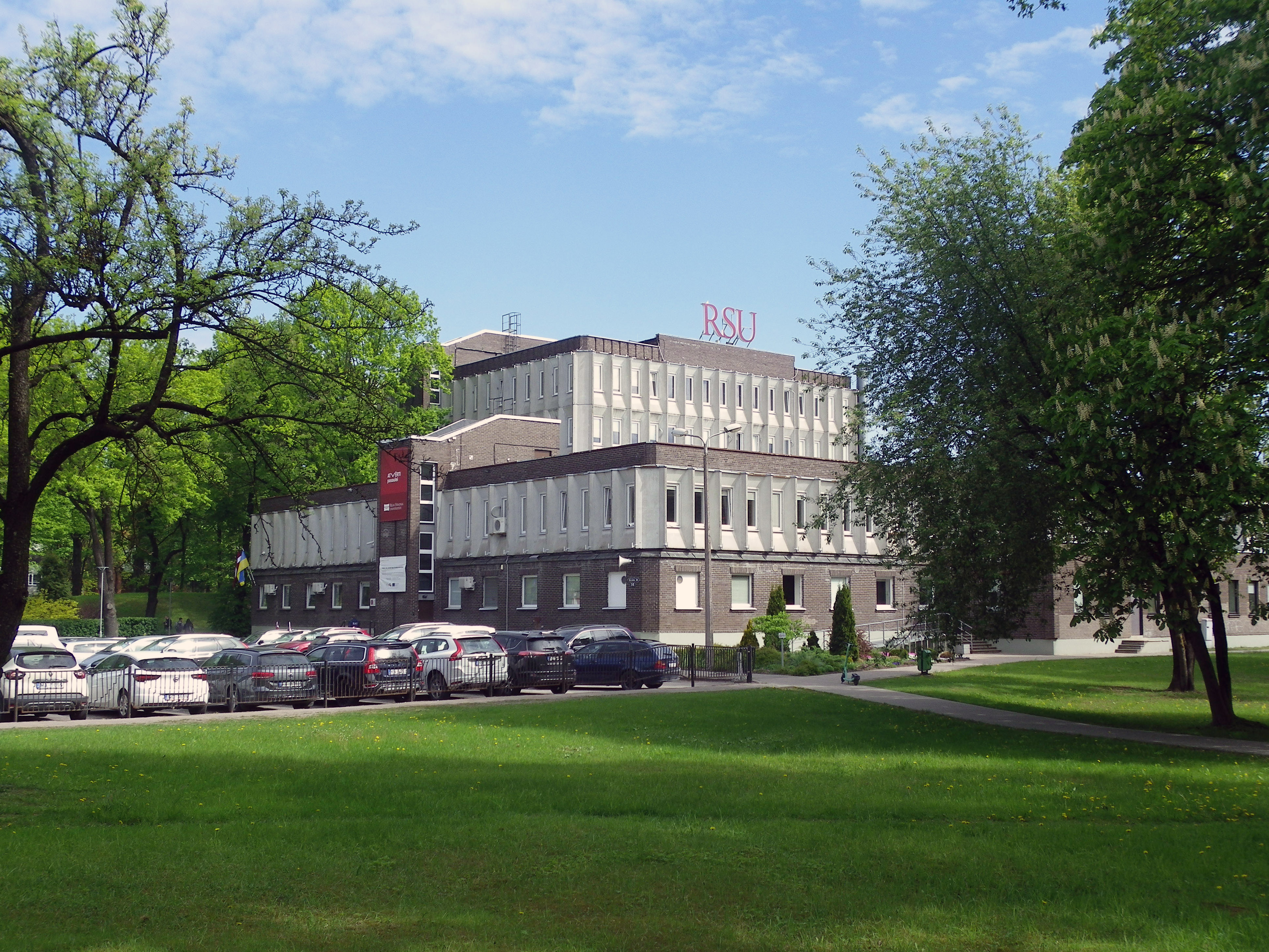
Рижский университет имени Страдыня находится в Дзирциемсе

## Улицы
Основные улицы микрорайона:
- Улица Дзирциема — Dzirciema iela
- Улица Слокас — Slokas iela
- Улица Даугавгривас — Daugavgrīvas iela
- Улица Дагмарас — Dagmāras iela
- Дзирциемс на карте РигиУлица Буллю — Buļļu iela

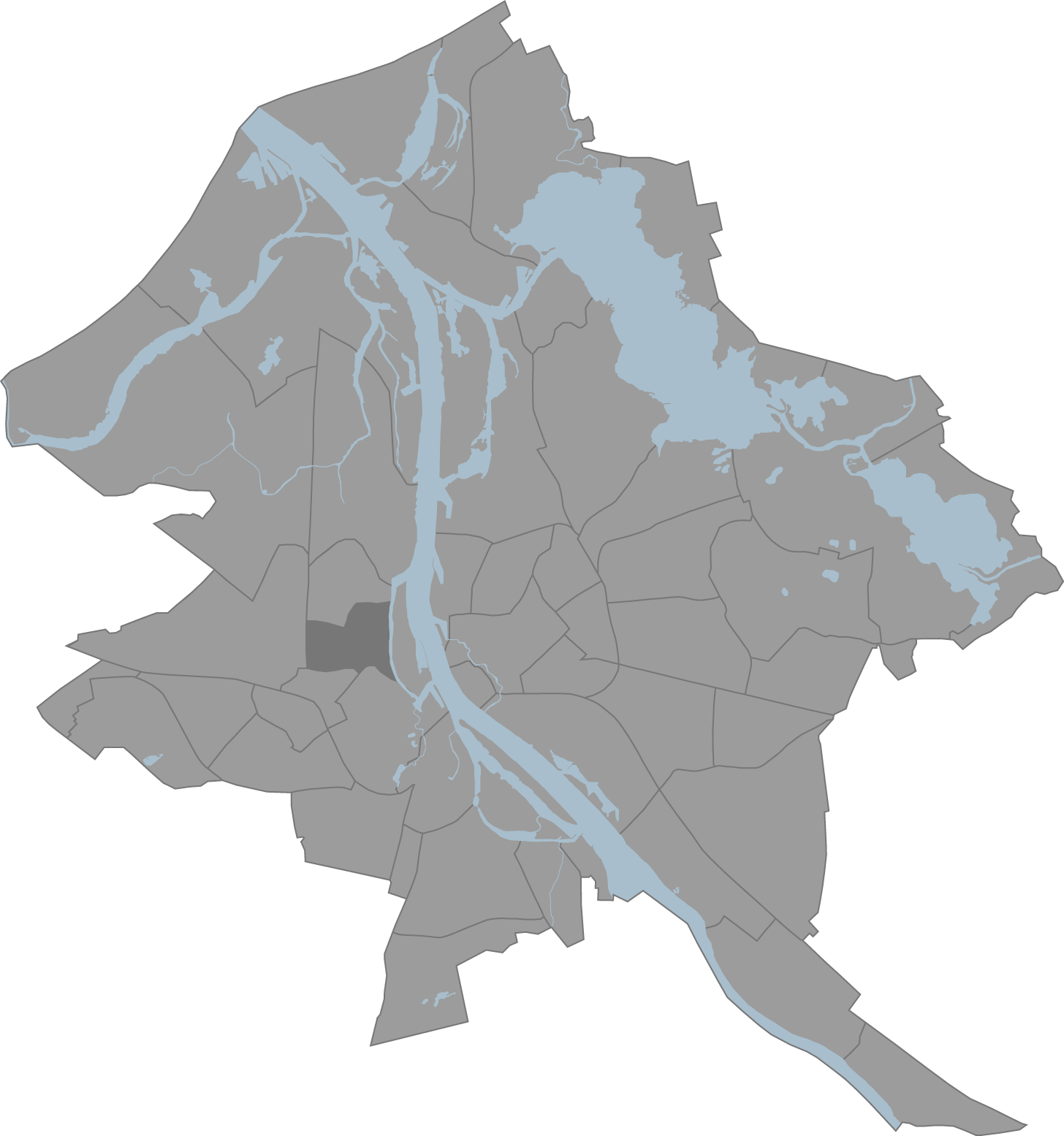
Дзирциемс на карте Риги

- Улица Дарза (Садовая) — Dārza iela
- Улица Маза Дарза (Малая Садовая) — Mazā Dārza iela
- Юрмалас гатве — Jūrmalas gatve
- Улица Маза Стацияс (Малая Станционная) — Mazā Stacijas iela
- Улица Эйженияс — Eiženijas iela
- Улица Бумбиеру (Грушевая) — Bumbieru iela
- Улица Киршу (Вишнёвая) — Ķiršu iela
- Улица Тапешу — Tapešu iela

## Транспорт
Автобус
- 4: Ул. Абренес — Пиньки (Abrenes iela — Piņķi)
- 4z: Ул. Абренес — Золитуде (Abrenes iela — Zolitūde)
- 13: Станция Бабите — Пречу-2 (Babītes stacija — Preču 2)
- 21: Югла 3 — Иманта (Jugla 3 — Imanta)
- 30: Привокзальная площадь — Даугавгрива (Stacijas laukums — Daugavgrīva)
- 37: Эспланада — Иманта (Esplanāde — Imanta)
- 38: Ул. Абренес — Ул. Дзирциема (Abrenes iela — Dzirciema iela)
- 39: Ул. Абренес — Кладбище «Лачупес» (Abrenes iela — Lāčupes kapi)
- 41: Эспланада — Иманта (Esplanāde — Imanta)
- 46: Зиепниеккалнс — Золитуде (Ziepniekkalns — Zolitūde)
- 54: Ул. Абренес — Волери (Abrenes iela — Voleri)

Троллейбус
- 9: Привокзальная площадь — Ильгюциемс (Stacijas laukums — Iļģuciems)
- 25: Ул. Бривибас — Ильгюциемс (Brīvības iela — Iļģuciems)

Трамвай
- 1: Югла — Иманта (Jugla — Imanta)
- 2: Центральный рынок — Ул. Тапешу (Centrāltirgus — Tapešu iela)
- 4: Центральный рынок — Иманта (Centrāltirgus — Imanta)
- 5: Милгравис — Ильгюциемс (Mīlgrāvis — Iļģuciems)

## Учебные заведения
В Дзирциемсе находятся такие учебные заведения, как:
- Рижская средняя школа № 41
- Рижская средняя школа № 34 (ранее — № 68)
- Пардаугавская профессиональная школа
- Рижский художественный колледж имени Яниса Розенталя
- Рижский университет имени Страдыня